# Смотр невест

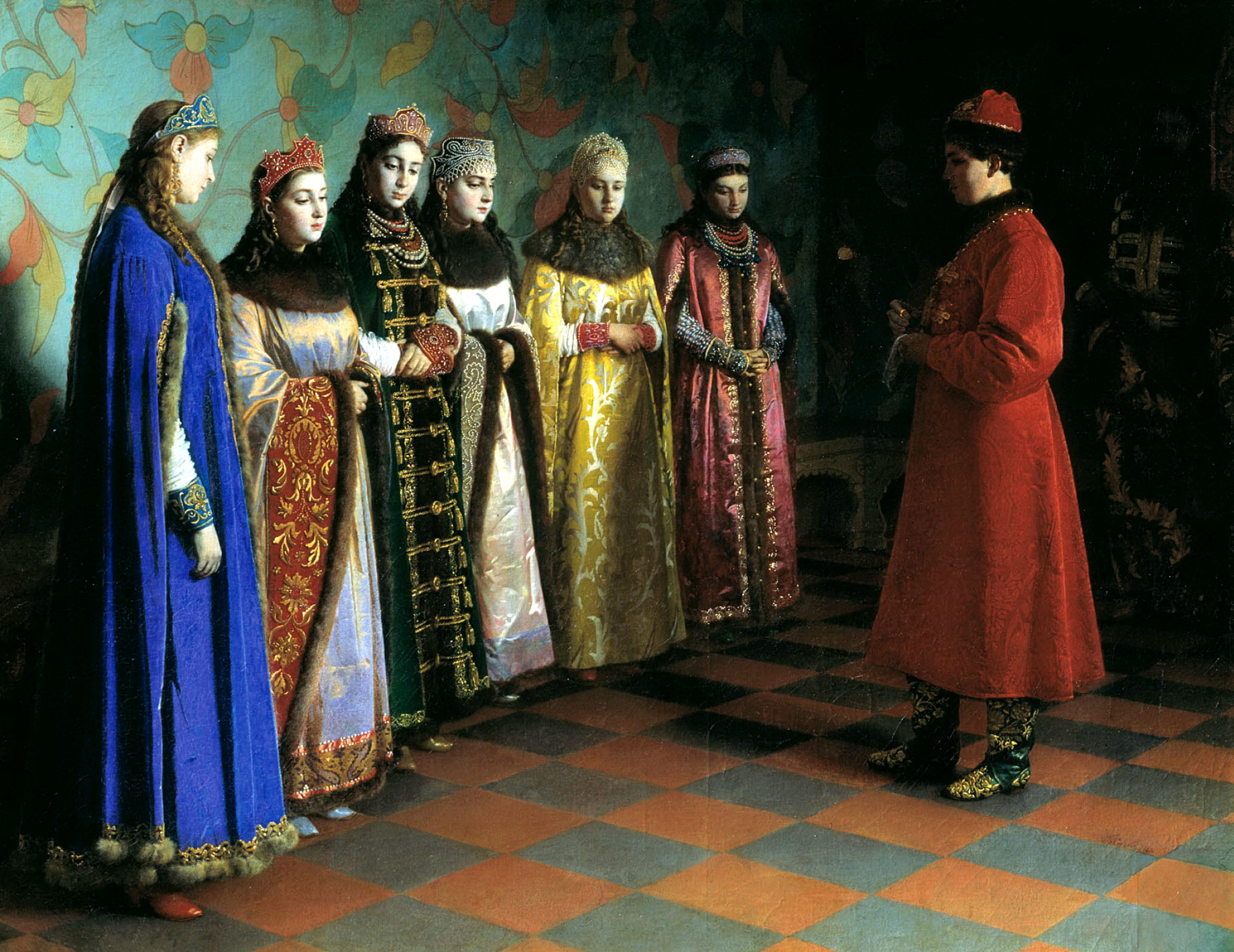
Григорий Седов. «Выбор невесты царём Алексеем Михайловичем», 1882

Смотр невест (греч. δείχνουν οι νύφες) — обычай выбора жены главе государства из числа самых красивых девушек страны.
В отличие от традиционного поиска невесты по династическим соображениям, смотр невест проводился после своеобразного «конкурса красоты». Обычай зародился при византийском императорском дворе в VIII веке, после чего в XVI веке был воспринят на Руси.

## Поиск и избрание
О византийских обрядах сохранилось мало сведений, некоторые исследователи вообще считают подобные рассказы позднейшими литературными вставками. Тем не менее, хроники доносят некоторые подробности о византийских традициях. О русских смотринах сведений сохранилось гораздо больше. Общий принцип был одинаков, так как в «Третьем Риме» смотры устраивали, ориентируясь на пример Константинополя — «Второго Рима».

### Отбор по всей стране
Красавиц искали по всему государству. В Византии для этого по всем краям рассылали послов с инструкциями. Они должны были оценить «прелесть лица» и имели по меньшей мере три параметра отбора: меру роста, размер головы и длину стопы (ср. историю Золушки). Впервые смотр невест в Византии отмечен в 788 году, когда императрица Ирина искала жену своему сыну, номинальному императору Константину. Из 13 кандидаток, представленных ко двору, Ирина выбрала для сына в жёны юную незнатную армянку, уроженку Пафлагонии Марию Амнийскую, внучку праведного Филарета Милостивого. Из оставшихся девушек двух взяли в жёны знатные люди, а остальных отослали домой с богатыми дарами.
В Московском государстве к поиску невест для государя подходили очень строго:

Когда к вам эта грамота придёт, и у которых из вас будут дочери девки, то вы бы с ними сейчас же ехали в город к нашим наместникам на смотр, а дочерей девок у себя ни под каким видом не таили бы. Кто же из вас девку утаит и к наместникам не поведёт, тому от меня быть в великой опале и казни.
— «Указ Ивана IV» по С. Соловьеву
Предварительный отбор среди сотен привезённых девиц осуществлялся в два этапа: сначала с ними знакомились бояре и отбирали девиц, соответствующих требованиям: будущая царица должна быть высокого роста, должна быть красивая, здоровая и, желательно, чтобы у неё в семье рождалось много детей — это гарантировало её плодовитость, важнейшее соображение в престолонаследовании. Оставшихся нескольких десятков девушек представляли лично царю.
Нередко невесты выбирались из бедных и простых домов. Отец первой жены Алексея Михайловича — Марии Милославской, служил кравчим у посольского дьяка Ивана Грамотина. Дочь его, будущая царица, хаживала в лес по грибы и продавала их на рынке. О царице Евдокии Стрешневой, супруге Михаила Федоровича, её же постельницы говаривали: «Не дорога-де она государыня; знали они её, коли она хаживала в желтиках (по В. Далю, желтики — простые женские чеботы); после-де её государыню Бог возвеличил!». А о матери Петра I, царице Наталье Нарышкиной, дьяк Шакловитый, предлагавший погубить её, говорил царевне Софье: 

Известно тебе, государыня, каков её род и какова в Смоленске в лаптях ходила.— 
Исследователь В. Д. Назаров пишет о первой свадьбе Ивана: «Любопытны условия отбора невест. Принимались во внимание возраст, внешние данные претенденток, состояние здоровья (и невест, и их родителей), их происхождение. В отписи члены комиссии подробно описали фигуру (княжна А. Гундорова была „телом ровна, ни тонка, ни толста“), лицо (форма носа, цвет глаз и волос) и историю болезней претендентки. Тщательно учитывалось её родство (происхождение матери и мачехи; брачные связи её родных сестер и братьев). Собирались сведения о здоровье родителей. Какое значение придавалось родственным связям кандидаток, видно из „памяти“ И. В. Ляцкому. Ему предписывалось „беречи накрепко“ и „пытати тайно“ о возможном родстве претенденток с Щенятевыми и Плещеевыми. Исключение допускалось, видимо, только в одном случае, когда „девка… добра“ и „далече от того роду“. Подобные сведения вводят в закулисный мир ожесточённой политической борьбы различных группировок „государева двора“ в середине 20-х годов XVI века. Почему государева немилость была столь сильна в отношении этих двух фамилий, сказать при нынешней степени изученности политических коллизий того времени не представляется возможным».

### Смотрины монархом

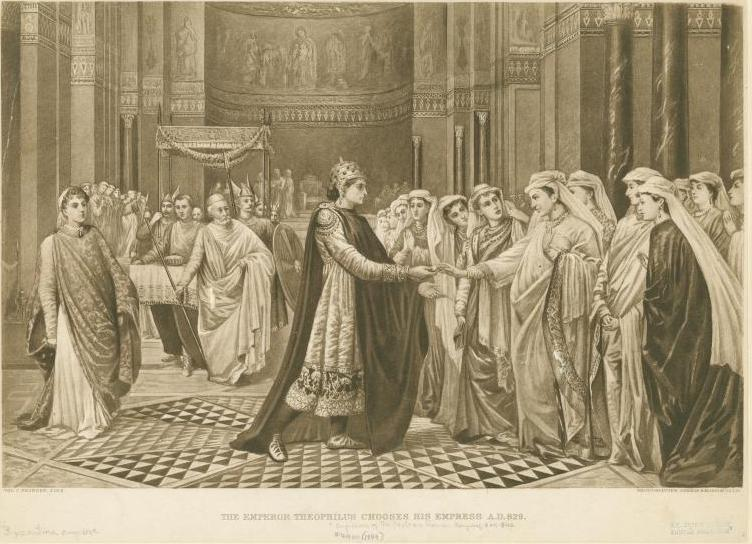
Выбор невесты императором Феофилом (литография, 1889 год)

Одно из известных описаний так рассказывает о выборе византийским императором Феофилом (IX век) невесты:

Когда Феофил решил выбрать жену, в столице был устроен смотр невест, для которого самые красивые девушки были собраны со всех провинций в Константинополь. Будущая монахиня и поэтесса Кассия была одной из них. Император должен был ходить между рядов девушек с золотым яблоком и протянуть его той, на которой он собирался жениться. Он собирался протянуть его Кассии, которая нравилась ему больше других. Но Кассия, по словам Георгия Амартола, «уязвила сердце его словом», и яблоко досталось более «смирной» пафлагонянке Феодоре (будущей восстановительнице иконопочитания).
А на Руси царственный жених отдавал своей наречённой богато вышитый платок и кольцо.
Вот как проходили выборы невесты Великому князю Василию по рассказу Франческо да Колло: «Сей Великий Князь Василий — как мне рассказали — решил завести жену, чтобы иметь детей и обеспечить себя законным наследником и преемником Государства; для этого повелел объявить во всех частях своего Государства, чтобы — не взирая на благородство или кровь, но лишь на красоту — были найдены самые красивые девственницы, и во исполнение этого указа были выбраны более 500 девственниц и приведены в город; из них было выбрано 300, потом 200 и наконец сократилось до 10, каковые были осмотрены повивальными бабками со всяческим вниманием дабы убедиться, действительно ли они девственницы и способны ли рожать детей, и нет ли у них какого недостатка,— и, наконец, из этих десяти была избрана жена». Согласно Сигизмунду Герберштейну, выбор производился не из 500, а из 1500 девиц.
Однако самыми запоминающимися оказались смотрины Ивана Грозного, который нашёл таким способом трех жен. Ради его третьей женитьбы было отобрано 2000 девиц. Казимир Валишевский дал такое описание ритуала:

В браке Ивану суждено было насладиться счастьем, не выпадавшим на долю его предков. Выбор невесты производился по общему правилу. Благородные девицы всего государства, происходившие из семей служилых людей, были собраны в Москву. Для приёма их были отведены огромные палаты с многочисленными комнатами; в каждой из них было по 12 кроватей. К первому браку Василия, по словам Франциска да Колло, было собрано 500 красавиц, а по свидетельству Герберштейна — 1500. Эти цифры, по всей вероятности, показывают только число тех девиц, которые попали в Москву уже после первых выборов в провинциях. Такой порядок существовал и в Византии. Там правителям областей давались по этому поводу подробные инструкции, с указанием роста и других качеств девиц. Когда в серале собирались кандидатки, туда являлся сам государь в сопровождении одного из старейших вельмож. Проходя по покоям, он дарил каждой из красавиц по платку, вышитому золотом, с дорогими камнями. Он набрасывал платки девицам на шею. После того, как выбор был сделан, девицы отпускались с подарками по домам. Так в 1547 г. Иван выбрал себе Анастасию, дочь покойного Романа Юрьевича Захарьина-Кошкина, происходившего из старого боярского рода. Среди гибели княжеских родов он сумел, однако, сохранить близость к царскому трону и не принимал участия в ожесточенной борьбе за власть в дни детства Ивана. Возможно, что в данном случае выбор невесты был только простой формальностью.

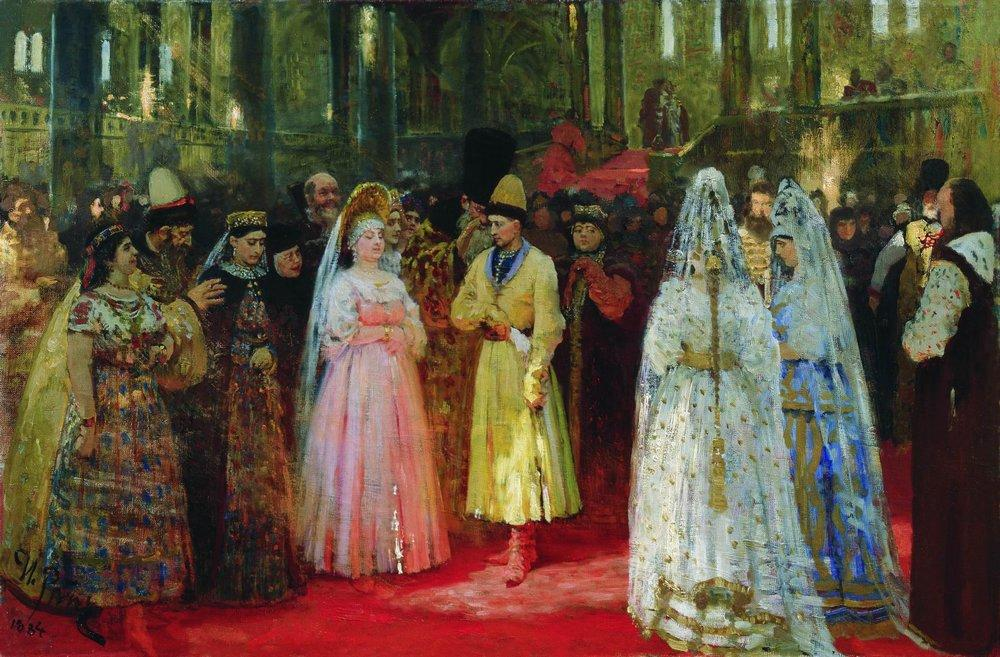
И. Е. Репин, «Выбор великокняжеской невесты» (Михаила Федоровича?)

Знакомство царя с возможными невестами могло занимать много времени. Их селили во дворце, с царскими сестрами или дочерьми. Известна история с избранием Алексеем Михайловичем будущей матери Петра I — Натальи Кирилловны. С 28 ноября 1669 года по 17 апреля 1670 года он девятнадцать раз обходил по ночам верховые опочивальни, и выбирал из шестидесяти спавших красавиц ту, которая была бы покрасивей и ему, великому государю, приглядней.

### Интриги при отборе
Разумеется, говорить об абсолютной непредвзятости выбора, сделанного на подобном «конкурсе красоты», невозможно. Все невесты были дворянками, пускай даже и захудалыми; неугодные по политическим соображениями отсеивались в предварительных турах. В Византии зачастую свадьбы организовывались ещё родителями наследника императорского трона, они же и направляли выбор жениха (так, Константина VI женила его мать императрица Ирина, а Феофила — мачеха Ефросинья).
На это прямо указывается в рассказе о женитьбе Льва VI:

Рано пришлось Льву привыкать к покорности. Когда ему должно было исполниться шестнадцать лет, Василий решил его женить. По обыкновению, в одной из зал Магнаврского дворца собрали дюжину девиц из самых красивых в империи. В ожидании прихода царя эти маленькие особы, очень возбужденные, занялись тем, что пробовали отгадать, кто из них окажется счастливой избранницей. Одна афинянка, по словам летописца, «умевшая, благодаря обычаям своей страны, отгадывать будущее по приметам», предложила тогда в виде игры следующее странное испытание: все кандидатки должны были сесть на пол и каждая поставить перед собой свои башмаки; та из двенадцати, которая по данному знаку скорее всех встанет, обуется и первая успеет сделать красивый поклон, та и будет, наверно, императрицей.

В то время как они занимались этим упражнением, вдруг вошёл царь. Первая поднявшаяся была некто Феофано, происходившая из знаменитой столичной патрицианской семьи Мартинаков; так как она была знатна, при этом очень красива и набожна, она понравилась Василию и жене его Евдокии — так оправдалась примета, пророчествовавшая ей трон. Самого Льва даже не спрашивали, а между тем юный царевич имел привязанности на стороне.
На Руси случалось, что царь вдруг обращал внимание на неугодную клике девушку (например, если приближенные к трону ходатайствовали за свою родственницу). В этом случае делалось все, чтобы снять невесту с дистанции. К примеру, когда Ефимию Всеволожскую, избранную Алексеем Михайловичем, первый раз одели в царское платье, ей затянули волосы так сильно, что она упала в обморок. Быстро объявили, что Ефимия страдает эпилепсией, а её отца с семьей, за то что скрыл её «нездоровье», сослали в Тюмень.
Примерно то же случилось с Марией Хлоповой, невестой Михаила Федоровича, которая уже была взята «на верх» (во дворец, собственно в теремные хоромы цариц), ей велено было оказывать почести как царице, дворовые люди ей крест целовали, и во всем Московском государстве велено поминать её имя на ектениях — но тем не менее она также не избегла интриг. Конкуренты Салтыковы избавились от неё следующим образом: девушку довели до расстройства желудка, знающих врачей к ней не допускали, настроили против неё мать царя Марфу Ивановну, в итоге обвинив в возможной неплодности. Был созван специальный собор из бояр, Хлопова была лишена почестей и сослана в Тобольск, где жила в бедности. Тем не менее, Михаил сохранял к Марии нежные чувства, и когда его отец патриарх Филарет, прибыв ко двору, смог защитить царя от давления матери, и уменьшить влияние Салтыковых, Михаил снова объявил, что не хочет жениться ни на ком, кроме неё (хотя прошло уже 7 лет). Затем царь сделал допрос врачам, лечившим Хлопову. Изобличенные на очной ставке с докторами Салтыковы были сосланы в далекие вотчины. Тем не менее, Марфа Ивановна настояла на своем, и сын её на все ещё любимой им Хлоповой так и не женился, проходив после ещё холостяком до 29-летнего возраста (что было в его эпоху очень редким).
А Марфа Собакина, хотя Иван Грозный и успел на ней жениться, после свадьбы прожила не больше месяца и скоропостижно скончалась, оставив всех в полной уверенности, что её отравили. Эта история нашла свое отражение в сюжете оперы Н. А. Римского-Корсакова «Царская невеста». После её смерти царь сочетался браком с Анной Колтовской, которая на том же смотре в его глазах заняла «второе место».

## Известные смотры

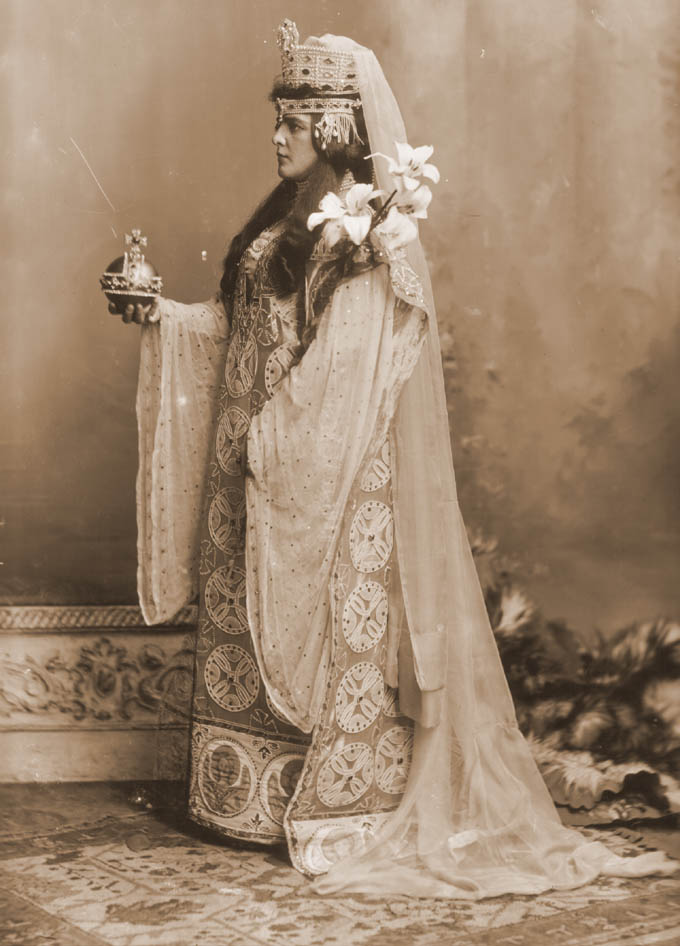
Реконструкция костюма византийской императрицы (фото XIX в.)

### Византия
- 788 год: Константин VI, супруга — Мария из Амнии (ок. 770 — ок. 830). Первый из задокументированных смотров был устроен императрицей Ириной для своего сына. Историки предполагают[13], что брак самой Ирины и императора Льва IV также мог быть совершен по результатам смотра, так как неизвестно, почему провинциальная уроженка Афин Ирина стала супругой правителя империи.
- 807 год: Ставракий, супруга — Феофано[14]. («Хронография» Феофана Исповедника)
- 821 год (или 830 год): Феофил, супруга — Феодора. Смотр устроен мачехой императора Евфросинией.
- 854 год (или 855 год): Михаил III, супруга — Евдокия Декаполитисса. Одной из невест, не успевших приехать на смотр, была святая Ирина Хрисовланта[15], позже ставшая монахиней.
- Лев VI:
  - 882 год: 1-я супруга — Феофано
  - 900 год: 3-я супруга — Евдокия Ваяна[16].

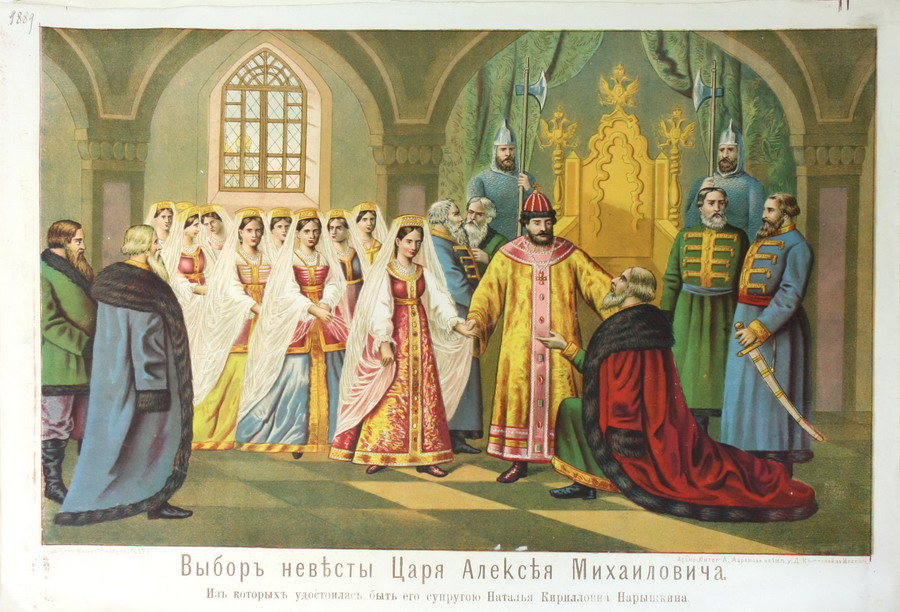
Выбор невесты Царя Алексея Михайловича. Хромолитография А.Абрамова, 1882

### Московское государство
Обычай был возрожден в России по совету греков-византийцев из окружения великой княгини Софии Палеолог, как точнее утверждают — великокняжеского печатника грека Юрия Траханиота, когда стало очевидно, что сыну Ивана III Московского и Софии Василию невесту-ровню среди князей не подыскать. «Энциклопедия обрядов и обычаев» указывает, что русские цари выбирали невесту из подданных, ибо по ряду причин не могли жениться на дочерях иноземных властителей, в первую очередь — из-за различий в вере.
- Василий III (1505 г.): 1-я супруга — Соломония Сабурова
- Иоанн IV Васильевич:
  - 1547 г.: 1-я супруга — Анастасия Романовна;
  - 1571 г.: 3-я супруга — Марфа Собакина,
  - 4-я супруга — Анна Колтовская, выбрана по результатам того же смотра, так как Марфа Собакина умерла через 2 недели после свадьбы.

Скучая вдовством хотя и не целомудренным, он уже давно искал себе третьей супруги… Из всех городов свезли невест в Слободу, и знатных и незнатных, числом более двух тысяч: каждую представляли ему особенно. Сперва он выбрал 24, а после 12… долго сравнивал их в красоте, в приятностях, в уме; наконец предпочел всем Марфу Васильеву Собакину, дочь купца новгородского, в то же время избрав невесту и для своего старшего царевича, Евдокию Богданову Сабурову. Отцы счастливых красавиц из ничего сделались боярами.— Карамзин
- Царевич Иван Иванович (сын Ивана Грозного):
  - 1571 г.: 1-я супруга — Евдокия Сабурова. Прибыла на смотр невест Ивана Грозного вместе с Собакиной и Колтовской, но была выбрана в жены царевичу[19].
  - Около 1581 г.: 3-я супруга — Елена Шереметева[20]
- Михаил Федорович:
  - 1616 г.: задолго до первого брака царя с Марией Долгорукой (1624 г.) устраивались смотрины, и невестой была выбрана Мария Хлопова. Но её оговорили в наличии неизлечимой болезни и сослали[21], что очень расстроило уже влюбленного царя (см.выше).
  - 1626 г.: 2-я супруга — Евдокия Стрешнева. (Причем Стрешнева не входила в число отобранных красавиц-кандидаток, а была наперсницей, «подругой для собеседования» из бедных родственниц, которую захватила с собой конкурсантка — дочь окольничего Григория Волконского, её двоюродная сестра)[22].

- Алексей Михайлович:

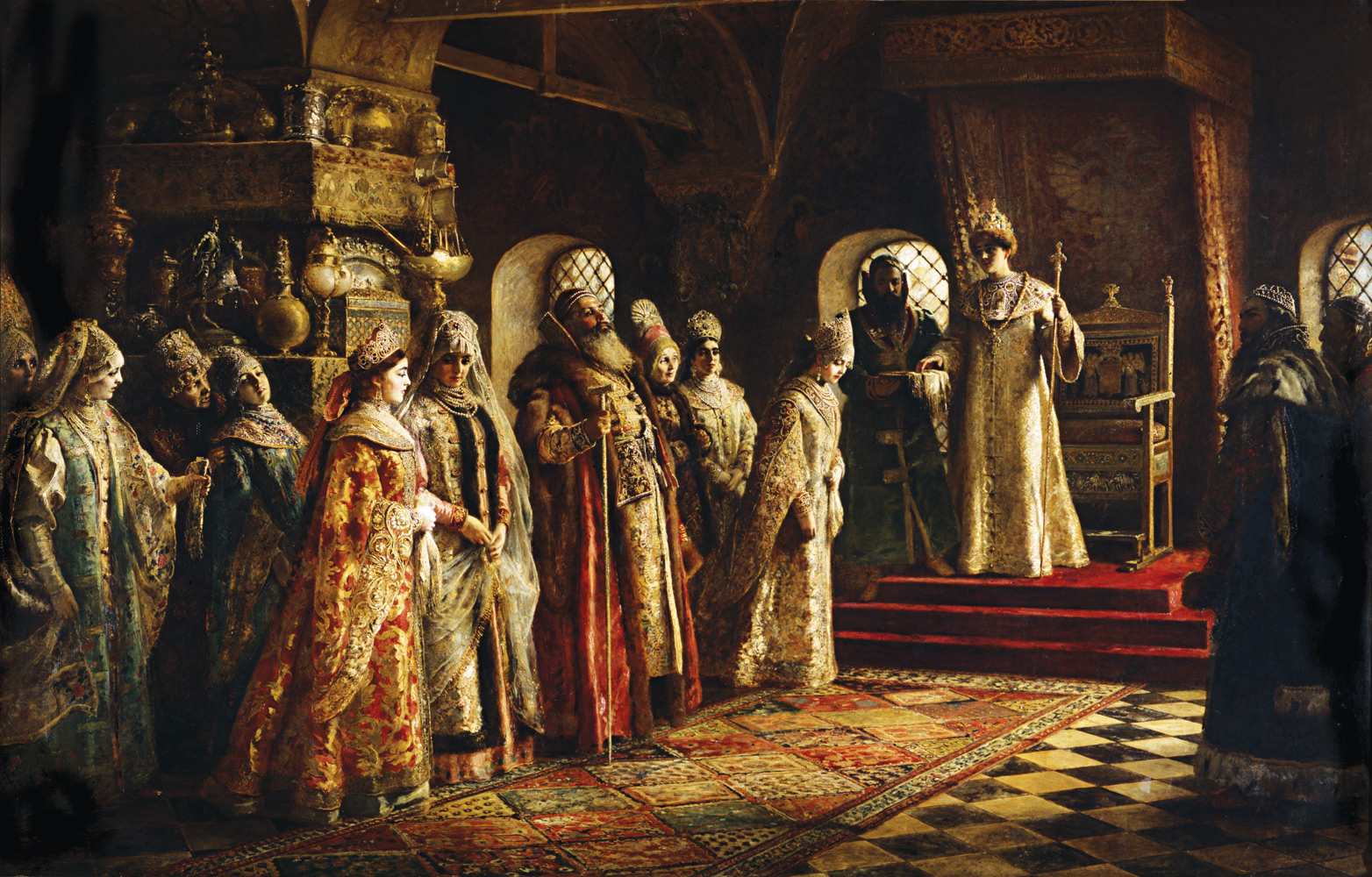
Константин Маковский «Выбор невесты царём Алексеем Михайловичем», 1886

  - 1647 г.: смотр (200 девушек, царю представлено 6)[23], во время которого избрана Ефимья, дочь касимовского помещика Рафа (Федора) Федоровича (Родионовича) Всеволодского (Всеволожского), ославленная как страдающая эпилепсией и отставленная (см.выше). Вместо этого первый брак царя заключается с Марией Милославской, очевидно, без смотра[21], благодаря лишь усилиям Морозова, женившегося на сестре новой царицы[24].
  - 1670 г.: 2-я супруга — Наталья Нарышкина[25]
- Фёдор Алексеевич (1680 г.): 1-я супруга — Агафья Грушецкая[26]
- Иван V Алексеевич (1684?), супруга — Прасковья Салтыкова

## Мнения исследователей
Встречается версия, что подобного обычая в Византии не существовало, а несколько рассказов о них — выдумка хронистов IX века, которым полюбился живописный сюжет (исследователи Рюден и Афиногенов). Введение обычая при русском дворе со ссылкой на традицию Византии, правопреемником которой себя считала Москва, тем не менее, свидетельствует об укоренившейся вере в существование подобной традиции в Константинополе.
Западные фольклористы указывают на возможную связь между византийским способом поиска невест с помощью меры обуви и складыванием сказки о Золушке, что кажется не таким уж странным, если учесть, что сам мотив встречи девушки и принца производят с древнеегипетских сказок (Обречённый принц, Повесть о двух братьях).

## В других культурах

### В Библии
Победительницей подобного смотра стала еврейская девушка Есфирь, история которой рассказана в библейской «Книге Есфири», ставшая женой персидского царя Ксеркса:

И сказали отроки царя, служившие при нем: пусть бы поискали царю молодых красивых девиц, и пусть бы назначил царь наблюдателей во все области своего царства, которые собрали бы всех молодых девиц, красивых видом, в престольный город Сузы, в дом жен под надзор Гегая, царского евнуха, стража жен, и пусть бы выдавали им притиранья, и девица, которая понравится глазам царя, пусть будет царицею вместо Астинь.
— Есф. 2:2-4

### В Китае
Сходная процедура выбора невест существовала также в Императорском Китае. Регистрация кандидаток происходила задолго до начала смотрин. Попадали в этот список только дочери чиновников не ниже 4-го ранга и которые были не старше 20 лет. Согласно восточным традициям девушек очень тщательно отбирали сначала евнухи, которые фиксировали их физические параметры и выбирали лучших, после этого сам император из предоставленных кандидаток выбирал себе нескольких жён. После избрания им вручались жезлы из нефрита или лакового дерева руи и присваивался должный ранг.

### В беллетристике
- Пьеса Мея «Царская невеста» и поставленная по ней опера Римского-Корсакова посвящены истории Марфы Собакиной и Ивана Грозного, включая сюжет смотра.
- Повесть Всеволода Соловьева В. С. Соловьев. «Касимовская невеста» (1903) посвящена неудавшейся женитьбе Алексея Михайловича на Ефимии Всеволожской.